# Odinia conspicua
Odinia conspicua är en tvåvingeart som beskrevs av Curtis W. Sabrosky 1959. Odinia conspicua ingår i släktet Odinia och familjen tickflugor. Inga underarter finns listade i Catalogue of Life.